# Hideaway Lake
Hideaway Lake är en sjö i Antarktis. Den ligger i Västantarktis. Argentina, Chile och Storbritannien gör anspråk på området. Hideaway Lake ligger 221 meter över havet.